# The English Girl
The English Girl (A Rapariga Inglesa, na edição em Portugal, ou A Garota Inglesa, na edição no Brasil) é um romance policial e de espionagem de Daniel Silva em que intervém o agente israelita Gabriel Allon tendo sido publicado pela primeira vez em 2013. Existe uma edição em português de 2014.
Atingiu o topo da lista semanal dos livros mais vendidos do The New York Times em 25 de Julho de 2013  e o número 5 da lista do Wall Street Journal.

## Resumo
A jovem estrela em ascensão no partido britânico no poder, Madeline Hart, é amante em segredo do primeiro-ministro do seu país. Mas os seus raptores descobriram o segredo e raptaram-na para obter um vultoso resgate.
Temeroso de um escândalo que lhe destrua a carreira, o PM decide não envolver a polícia britânica, o que corresponde a uma decisão arriscada, e porque tem um prazo curto - Tens sete dias, ou a rapariga morre - pede através de um dirigente dos seus serviços secretos a ajuda do também agente dos serviços secretos israelitas Gabriel Allon que combina a actividade de espionagem com a de restaurador de arte.

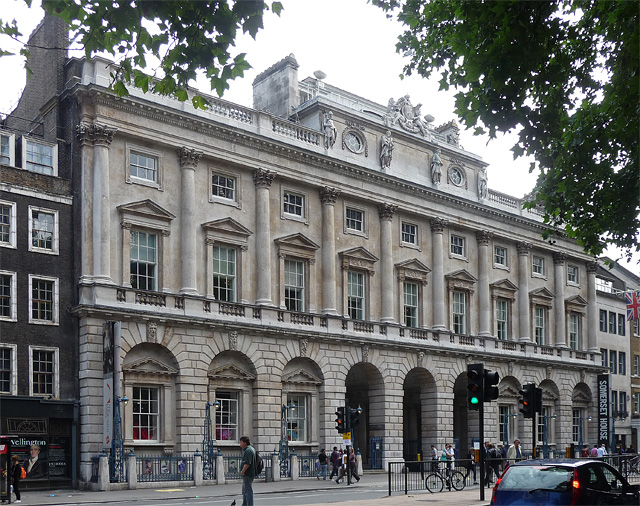
A Courtauld Gallery em Londres, onde Allon teve um encontro com um informador

Com o prazo a esfumar-se rapidamente, Allon tenta desesperadamente resgatar Madeleine. A sua missão leva-o ao mundo criminoso de Marselha, a um vale isolado nas montanhas da Provença, depois aos bastidores do poder londrino e, finalmente, a um momento culminante em Moscovo, cidade de muitos perigos, onde se se revelam os verdadeiros motivos por detrás do desaparecimento de A Rapariga Inglesa.

## Tema
Um dos temas subjacentes ao livro é o da crescente actividade de espionagem da Rússia contra objectivos ocidentais. Na Nota do Autor, no final do livro, após referir que o desertor Oleg Gordievsky tinha afirmado que o tamanho do contingente de espionagem russo em Londres tinha alcançado os níveis da Guerra Fria, o Autor cita a seguinte afirmação de Jonathan Evans, Director Geral do MI5:
“É para mim uma matéria de algum desapontamento que tenha de afectar montantes significativos de equipamento, dinheiro e pessoal a conter esta ameaça. Estes são recursos que eu preferia de longe aplicar a combater a ameaça do terrorismo internacional”.

## Referências a pinturas

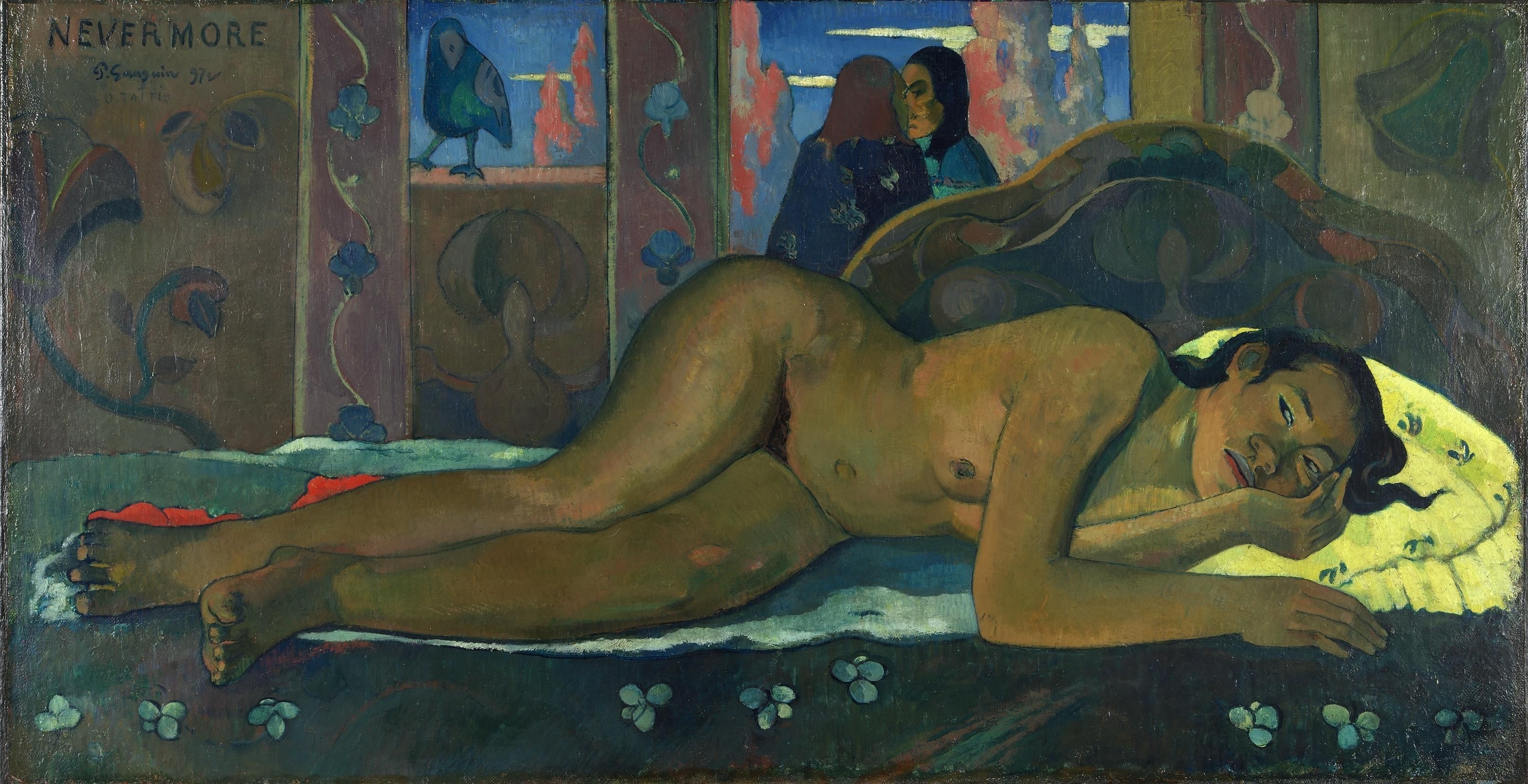
Nevermore de Paul Gauguin, obra pela qual passou Allon na Courtauld Gallery